# Cleidogona mayapec
Cleidogona mayapec är en mångfotingart som beskrevs av Shear 1972. Cleidogona mayapec ingår i släktet Cleidogona och familjen Cleidogonidae. Inga underarter finns listade i Catalogue of Life.